# 崎村忠士
﨑村 忠士（さきむら ただし、1953年7月29日 - ）は、日本の実業家。シナネンホールディングス代表取締役社長を経て、同社取締役会長、全国LPガス協会副会長。

## 人物・経歴
宮崎県日南市大堂津の豆腐屋の家に生まれる。母方の実家は醤油屋。船酔いのため商船学校進学をあきらめ、宮崎県立日南高等学校を経て、1976年横浜市立大学商学部卒業。ラグビー部出身。1976年品川燃料入社。2007年シナネン執行役員兼シナネン関東ガス販売代表取締役社長。2008年シナネン取締役。2012年シナネン代表取締役社長。2015年には持株会社化を行い、商号変更したシナネンホールディングス代表取締役社長に就任。2019年シナネンホールディングス取締役会長。この間、全国LPガス協会副会長も務めた。